# Louis Van den Eynde
Louis Van den Eynde (Anderlecht, 25 januari 1881 – ?, 22 juli 1966) was een Belgisch kunstschilder en graficus. Hiernaast was hij eveneens een ontwerper van smeedwerk, graffitoschilderingen en affiches.

## Levensloop
Vader Van den Eynde was een bekend laarzenmaker die werkte voor de begoede burgerij. Louis Van den Eynde kreeg van huis uit een verfijnde opvoeding mee en bleek al jong begaafd in het tekenen. Reeds op zestienjarige leeftijd bood hij zijn eerste te koop aan. Hij volgde een artistieke opleiding aan de Gemeentelijke Tekenschool in Anderlecht, daarna aan de Kunstacademie in Brussel onder leiding van Constant Montald, Louis Titz en Julien Dillens. Onmiddellijk na zijn studies kreeg hij een plaats als leraar aan de nieuwe Academie van Anderlecht. Tijdens de Eerste Wereldoorlog zou hij er kosteloos onderricht geven aan de Anderlechtse jeugd.
Na de Eerste Wereldoorlog ontdekte Van den Eynde de badplaats De Panne. Hij leerde er strand, zee en vooral het vissersleven kennen, dat er toen al sterk op zijn retour was. De boten die aanlegden op het strand, het laden en lossen van de vis en het vistuig, het herstellen, van boten en netten, de stoere zeelui, de karakteristieke vissersfiguren met hun verweerde koppen.
In tientallen schilderijen, tekeningen, etsen en litho's zou hij de Pannese kust en de vissers uitbeelden.
In De Panne liet hij in 1925-1926 in de Dumontwijk een villa met de naam Le Chalutier bouwen met een ruim en luchtig atelier (P. Bortierlaan, 25; architecten Myriam Dumont en Gaston Remy). De villa werd in 1997 door de nabestaanden geschonken aan de gemeente die ze volledig laat verkommeren. In 2003 werd Le Chalutier beschermd als monument.

## Oeuvre
Louis Van den Eynde schilderde honderden portretten, figuren, naakten, interieurs, stillevens, bloemstukken en landschappen. In zijn landschappen is er het platteland met de hoeven, de plattelandswegen, de molens… zowel in Vlaanderen, Brabant als in Frankrijk, Er zijn de Vlaamse steden : Damme, Brugge, Kortrijk, de Zenne te Brussel. Daarnaast is er de groep met maritieme thematiek uit De Panne.
In zijn grafisch werk vinden we echo’s van reizen in Frankrijk: etsen zoals “Paris St. Germain”, “Een kloosterhof in Paris”, “De Seine te Paris”, “De Pont Neuf te Paris” of “Landweg te Marigny”.
Hij nam gedurende veertig jaar deel aan de tentoonstellingen van de “Société des Artistes Français” en aan tentoonstellingen in de “Cercle Artistique de Bruxelles”.
Hij woonde in de Emile Carpentierstraat, 41 in Brussel.

## Situering
Louis Van den Eynde, nochtans van hetzelfde geboortejaar als Léon Spilliaert en Pablo Picasso, behoorde tot die grote groep traditioneel werkende kunstenaars uit het begin van de 20ste eeuw : Emile Bulcke, Alfred Bastien, Fernand Toussaint, Louis Clesse, Charles Swyncop, Hubert Glansdorff, Firmin Baes… Hij was volledig doordrongen van de klassieke academische idealen : realisme en gedegen technische bagage. Dit zou hij trouw blijven, wars van alle ontwikkelingen in de schilderstijlen. Van den Eynde houdt duidelijk vast aan de klassieke romantiek van het stedeschoon en het rustieke.

## Decoratief werk
Hij voerde ook sgraffiti-decoraties uit aan verschillende gebouwen in het Brusselse en leverde ook ontwerpen voor smeedwerk aan het huis Lodewijk Van Boeckel in Lier.

## Tentoonstellingen
- 1925 (15-21 december 1925), Brussel, Galerie Le Roy
- Salon 1926, Paris : “L’aïeul”
- 1998, De Panne, Gemeentehuis, hommage aan Louis Van den Eynde
- 1999, De Panne, Gemeentehuis, Louis Van den Eynde : de kunstenaar en zijn ateliers
- 2001, De Panne, Gemeentehuis, Louis Van den Eynde, graficus
- 2003, Oostende, Museum voor Schone Kunsten : Louis Van den Eynde & de zee.

## Musea
- De Panne, Gemeentelijke verzameling
- Oostende, Mu.ZEE (Kunstmuseum aan Zee)